# Herena
Herena – imię żeńskie pochodzące od przydomka jednego z ludów łacińskich, o etymologii nieznanej. Patronką tego imienia jest św. Herena, wspominana razem ze św. Donatem i Justem.
Herena imieniny obchodzi 25 lutego.